# Notomys aquilo
Notomys aquilo је врста глодара из породице мишева (лат. Muridae). 

## Распрострањење
Аустралија је једино познато природно станиште врсте.

## Станиште
Врста Notomys aquilo има станиште на копну.

## Угроженост
Ова врста се сматра угроженом.

### Популациони тренд
Популација ове врсте се смањује, судећи по расположивим подацима.